# Yao
Yao (kinesisk skrift: 瑶族, pinyin: Yáozú) er et af de 56 officielt anerkendte nationale folkegrupper i Folkerepublikken Kina.
I Kina er der omkring 2,64 millioner yaofolk. De for i bjergrige områder i de sydlige og sydvestlige dele af landet. Der bor omkring 60.000 yaofolk i det nordlige Thailand. Desuden er de repræsenteret i de nordlige dele af landene Laos, Vietnam og Myanmar.